# Santa María (Almenara de Tormes)

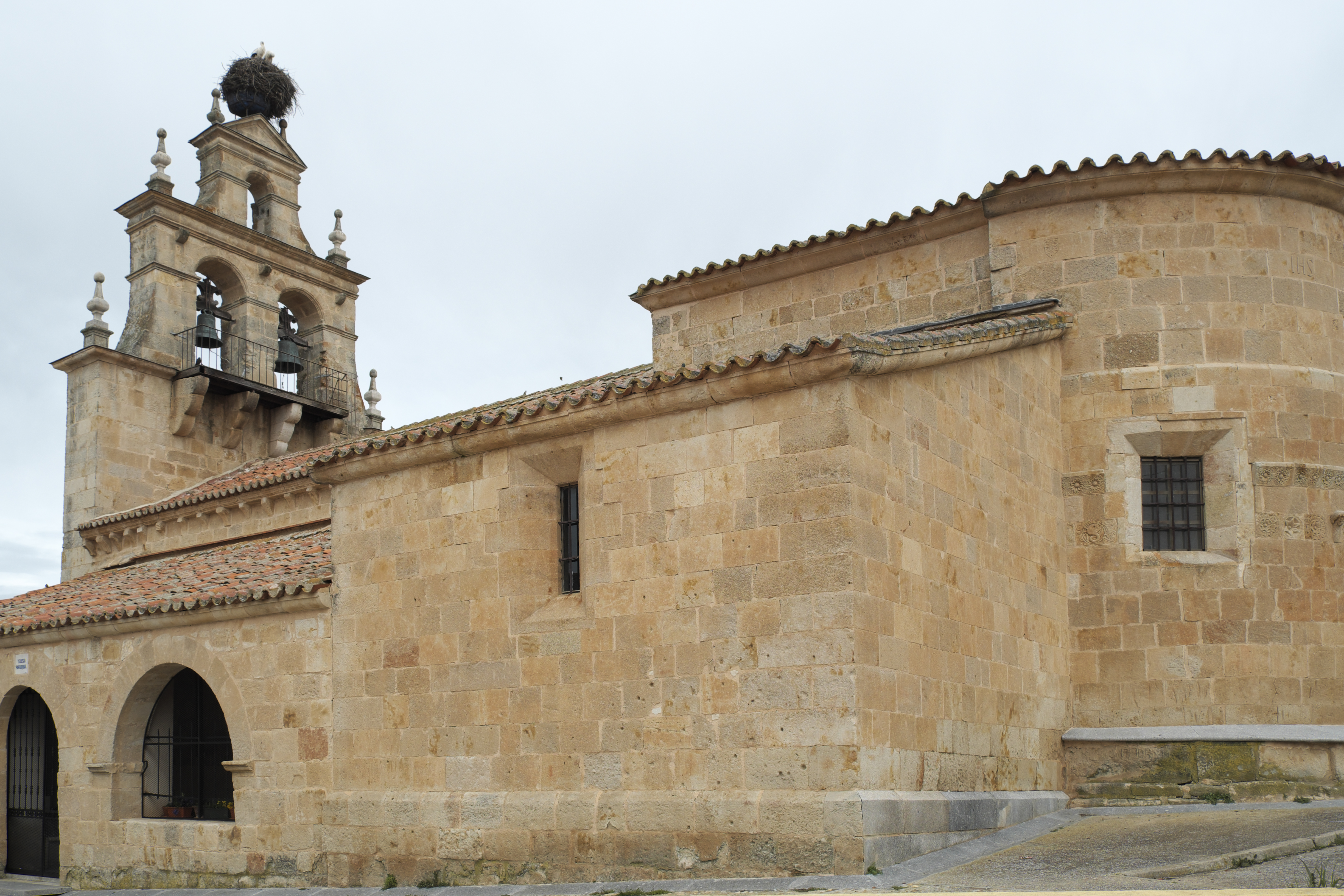
Ansicht von Südosten

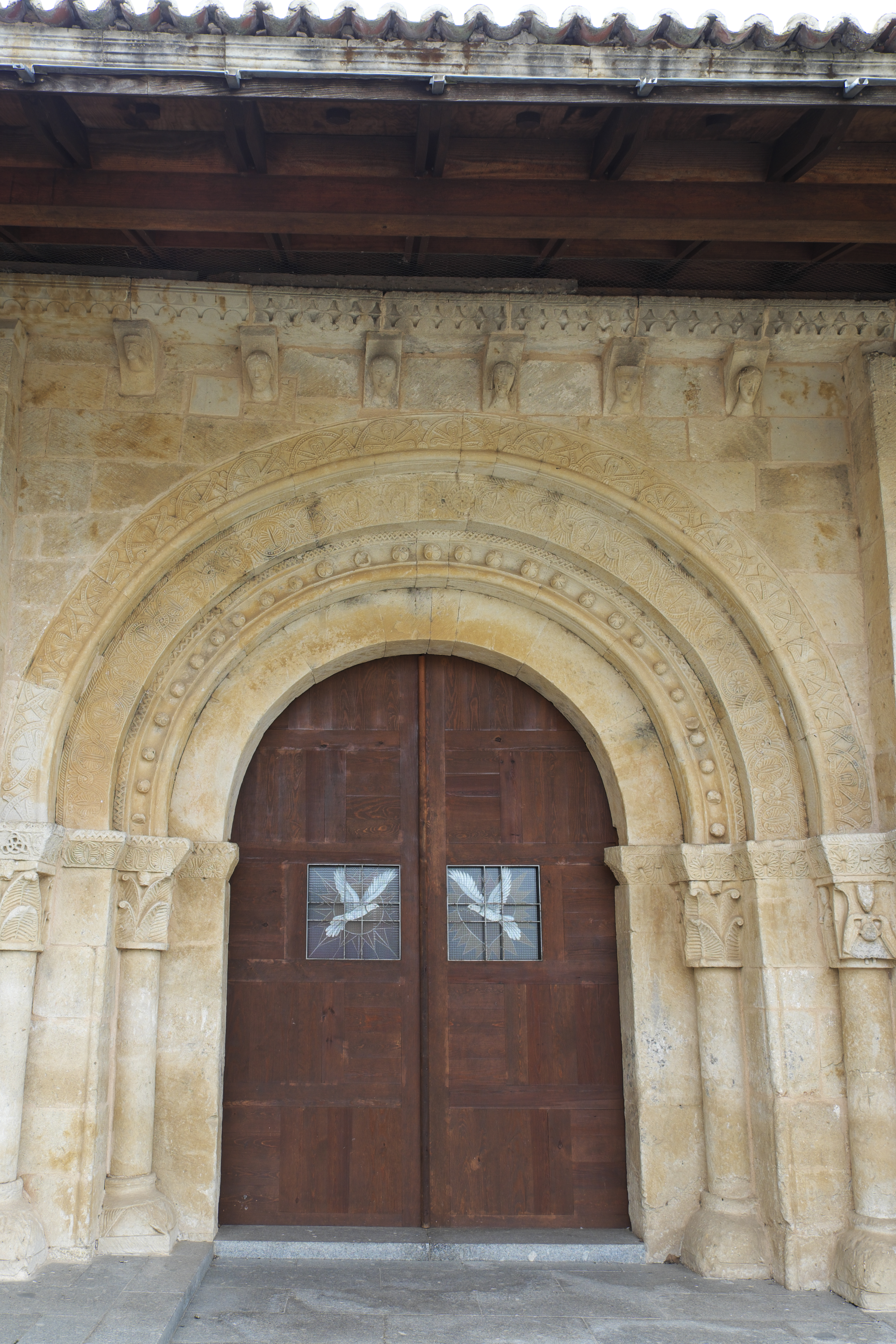
Nordportal

Die katholische Pfarrkirche Santa María in Almenara de Tormes, einer Gemeinde in der Provinz Salamanca in der spanischen Autonomen Region Kastilien-León, wurde vermutlich in der zweiten Hälfte des 12. Jahrhunderts errichtet. Die romanische Kirche besitzt zwei reich skulptierte Rundbogenportale und eine mit Friesen verzierte Apsis. 1993 wurde die Kirche zum Baudenkmal (Bien de Interés Cultural) erklärt.

## Geschichte
Der Name des Ortes Almenara ist die arabische Bezeichnung für einen Wachturm, der auf einer kleinen Anhöhe über dem Fluss Tormes lag und der zu Beginn des 14. Jahrhunderts abgerissen wurde. Im Jahr 1164 schenkte König Ferdinand II. von León den Ort dem Domkapitel von Salamanca. Es wird vermutet, dass um diese Zeit der Bau der Kirche unternommen wurde. Im 16. Jahrhundert vergrößerte man die Kirche und erweiterte sie um zwei seitliche Kapellen. Die Apsis erhielt ein Kreuzrippengewölbe, in der Zeit des Barock wurde das große Fenster durchgebrochen.

## Nordportal
Das Portal der Nordfassade wird von vier Archivolten gerahmt. Die erste und die dritte Archivolte ruhen auf Pilastern, die zweite und vierte Archivolte auf kurzen Dreiviertelsäulen, die mit kunstvollen Kapitellen verziert sind. Auf drei Kapitellen sind große, an den Spitzen eingerollte Blätter dargestellt, zwischen denen kleine Köpfe hervorragen. Das Kapitell rechts außen weist zwei Figuren mit langen Kleidern auf, eine Figur ist außerdem mit einem weiten Umhang bekleidet und hält einen großen, runden Gegenstand in den Händen. Die Kämpfer über den Kapitellen sind mit einem Fries aus Blattrosetten verziert, auf der linken Seite werden sie von einem Zigzagband und auf der rechten Seite von einem Tauband begrenzt.
Der innere Bogenlauf ist schmucklos. Die beiden mittleren Archivolten sind mit Knospen bzw. ineinander verschlungenen Kreisen mit stilisierten Blättern und Blüten verziert. Die äußere Archivolte ist mit Halbkreisen besetzt, aus denen an den Enden eingerollte Bänder herausragen.
Über dem Portal ist ein Vordach angebracht, das auf Steinplatten aufliegt, in die ein Fries aus zwei übereinanderliegenden Reihen von Halbscheiben eingeschnitten ist. Darunter sind sechs mit menschlichen Köpfen skulptierte Kragsteine erhalten.

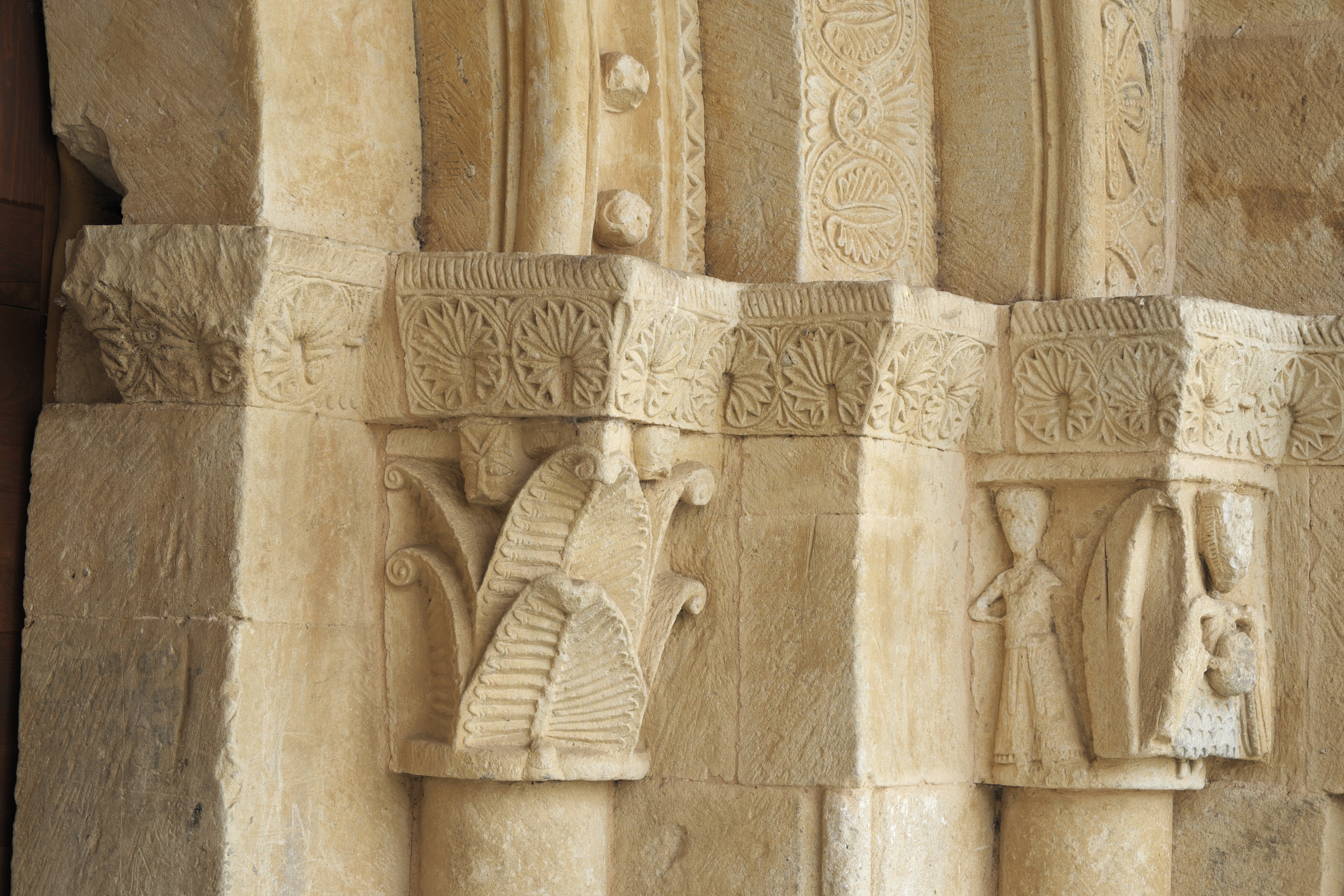
Kapitelle am Nordportal
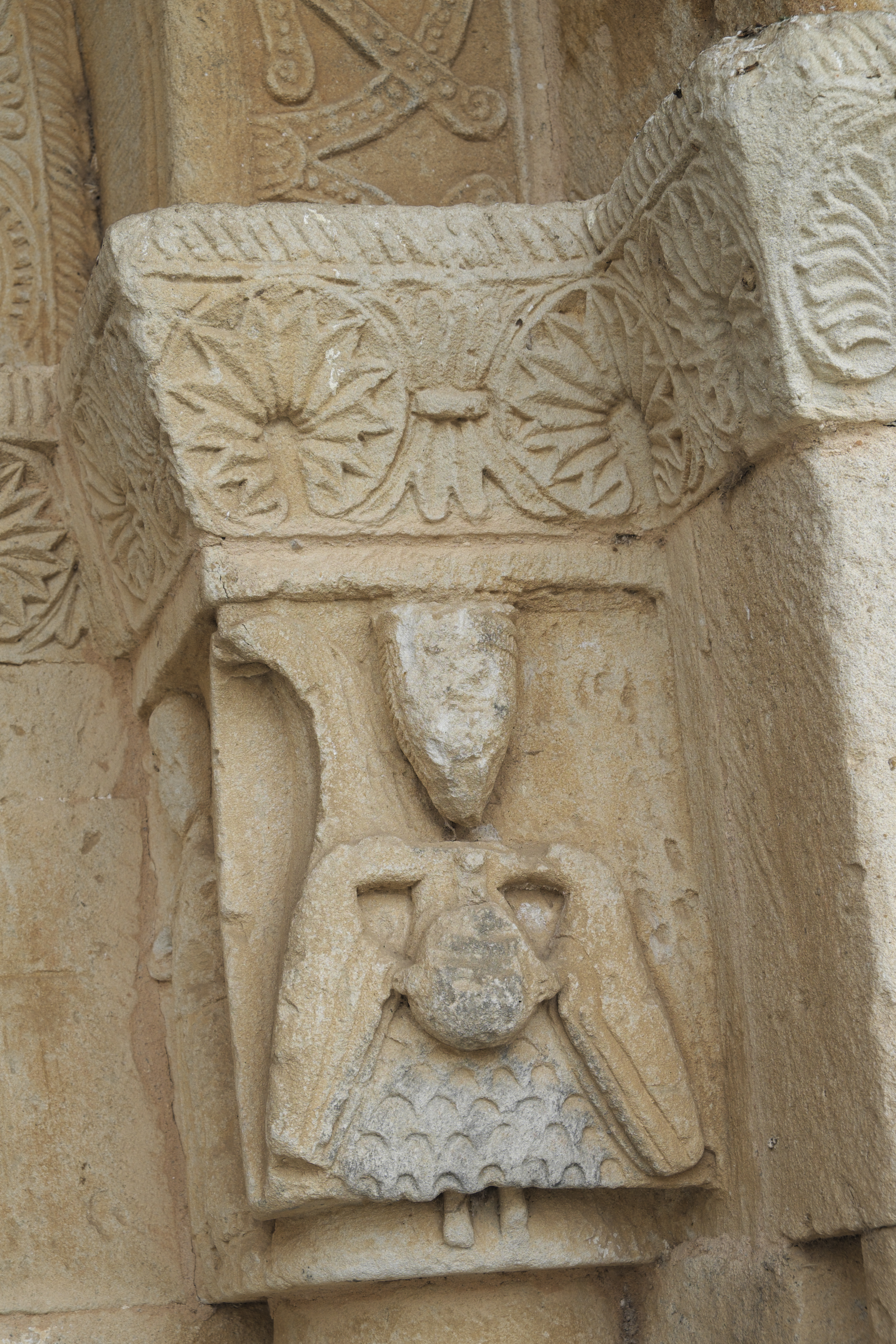
Kapitell am Nordportal
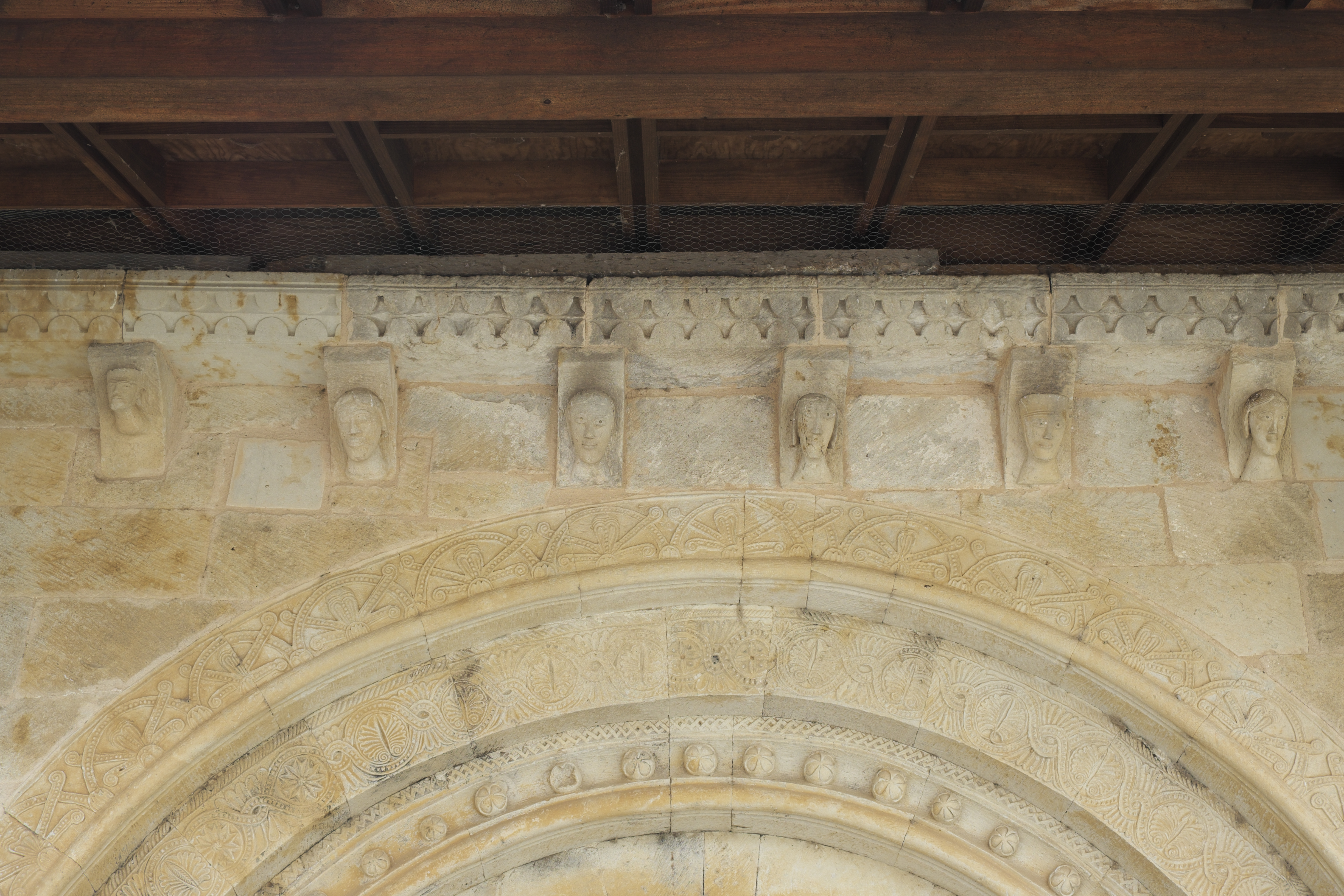
Kragsteine über dem Nordportal

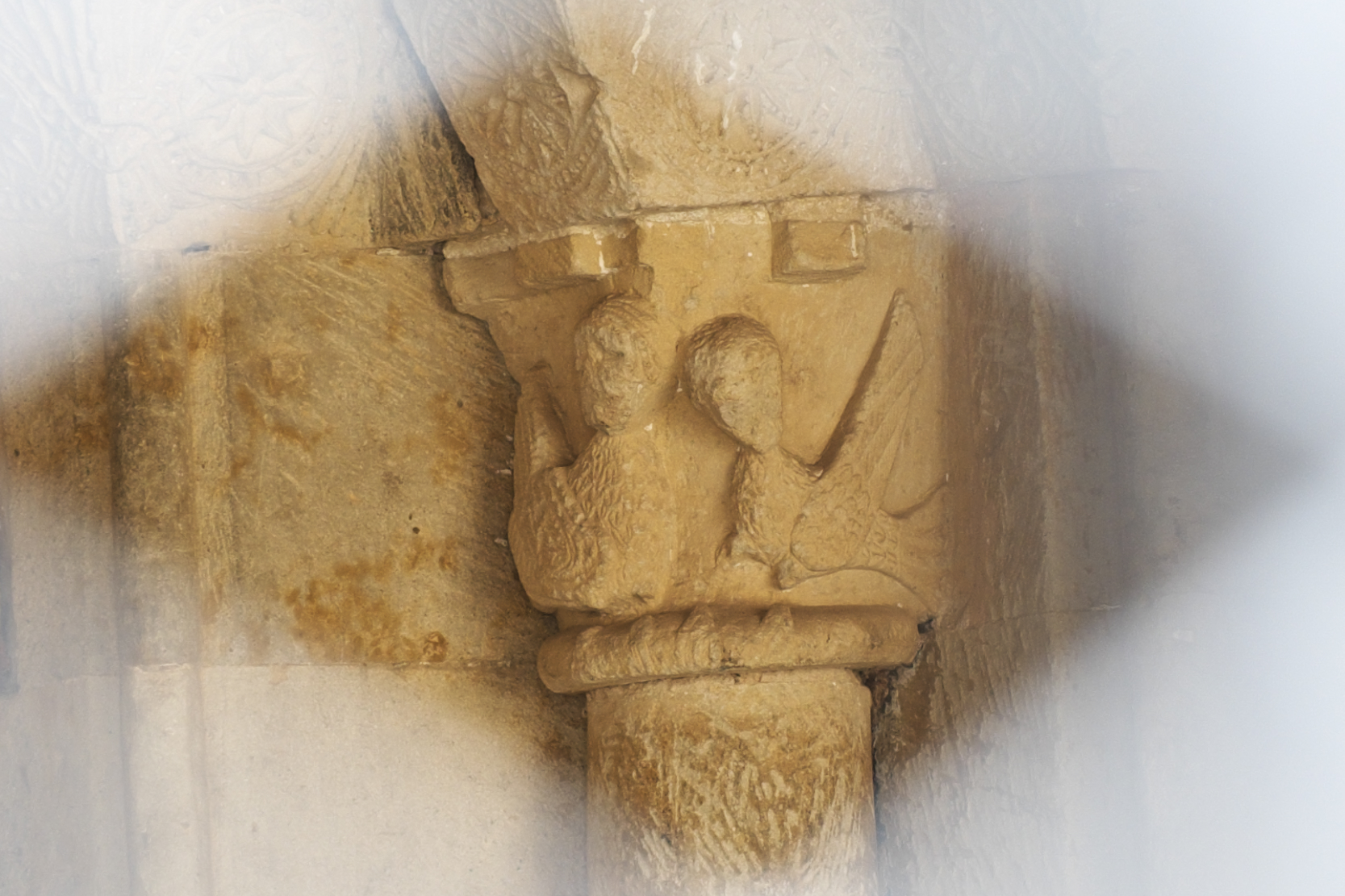
Kapitell am Südportal

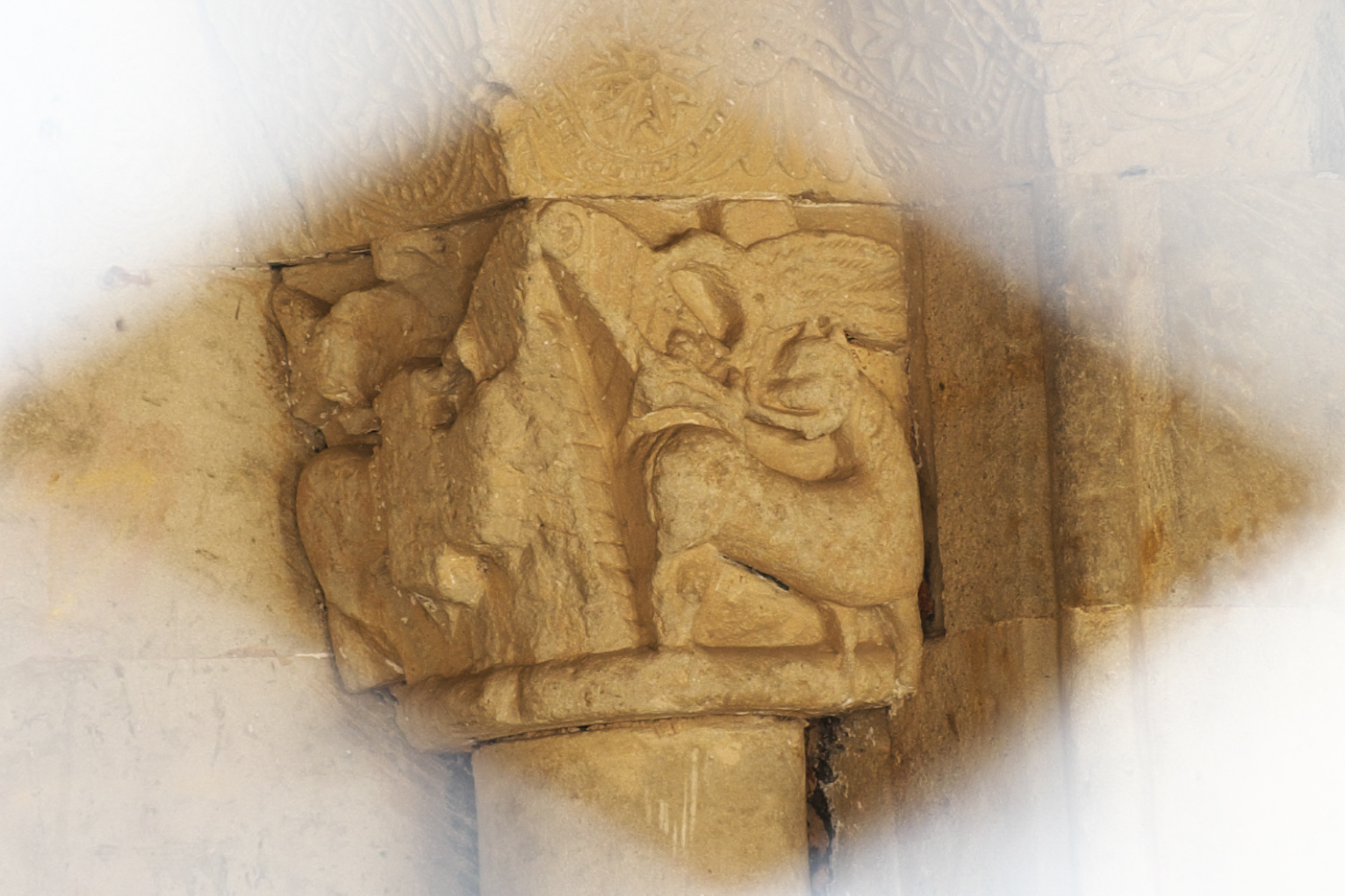
Kapitell am Südportal

## Südportal
Das dem Nordportal ähnliche Südportal ist durch eine später hinzugefügte Vorhalle geschützt. Auch hier liegen die Archivolten abwechselnd auf Pfeilern und Säulen auf. Die Kapitelle sind mit Darstellungen von Harpyien und Sirenen versehen. Eine Szene wird als Falkner zu Pferde interpretiert, daneben die Darstellung eines Hundes, über dem ein Rebhuhn auffliegt.

## Apsis
An der Außenmauer der Apsis sind auf halber Höhe zwei Reihen von Friesen erhalten. Der obere Fries besteht aus einer Folge von in den Stein gekerbten Kreisen, in deren Mitte Blütenrosetten mit Knospen dargestellt sind. Auch der untere Fries setzt sich aus Rosetten mit mehrblättrigen Blüten zusammen, einzelne Felder enthalten auch Darstellungen von Fabeltieren wie Greife oder einen geflügelten Drachen. Auf zwei Steinen sind menschliche Köpfe zu erkennen.

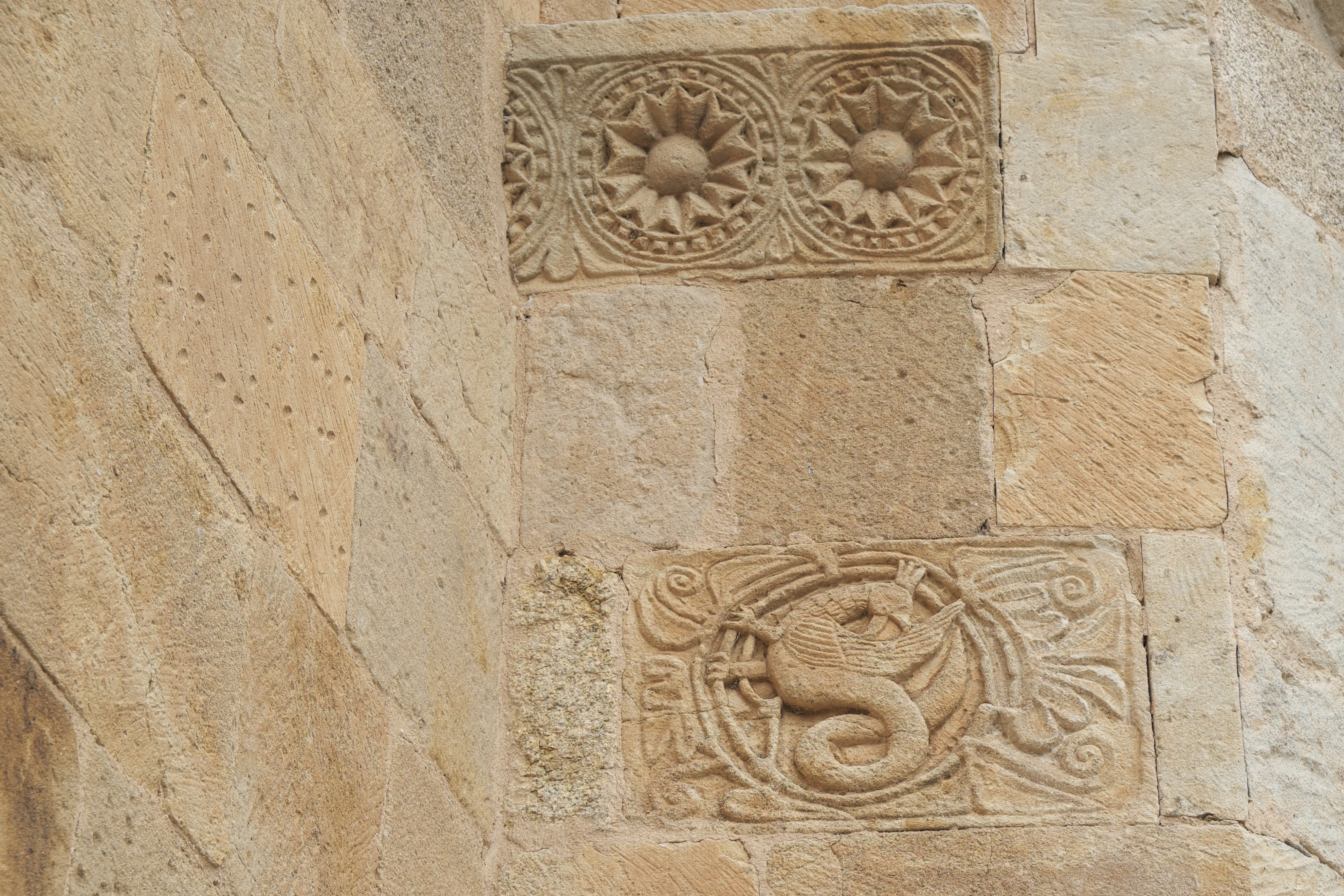
Fries an der Apsis
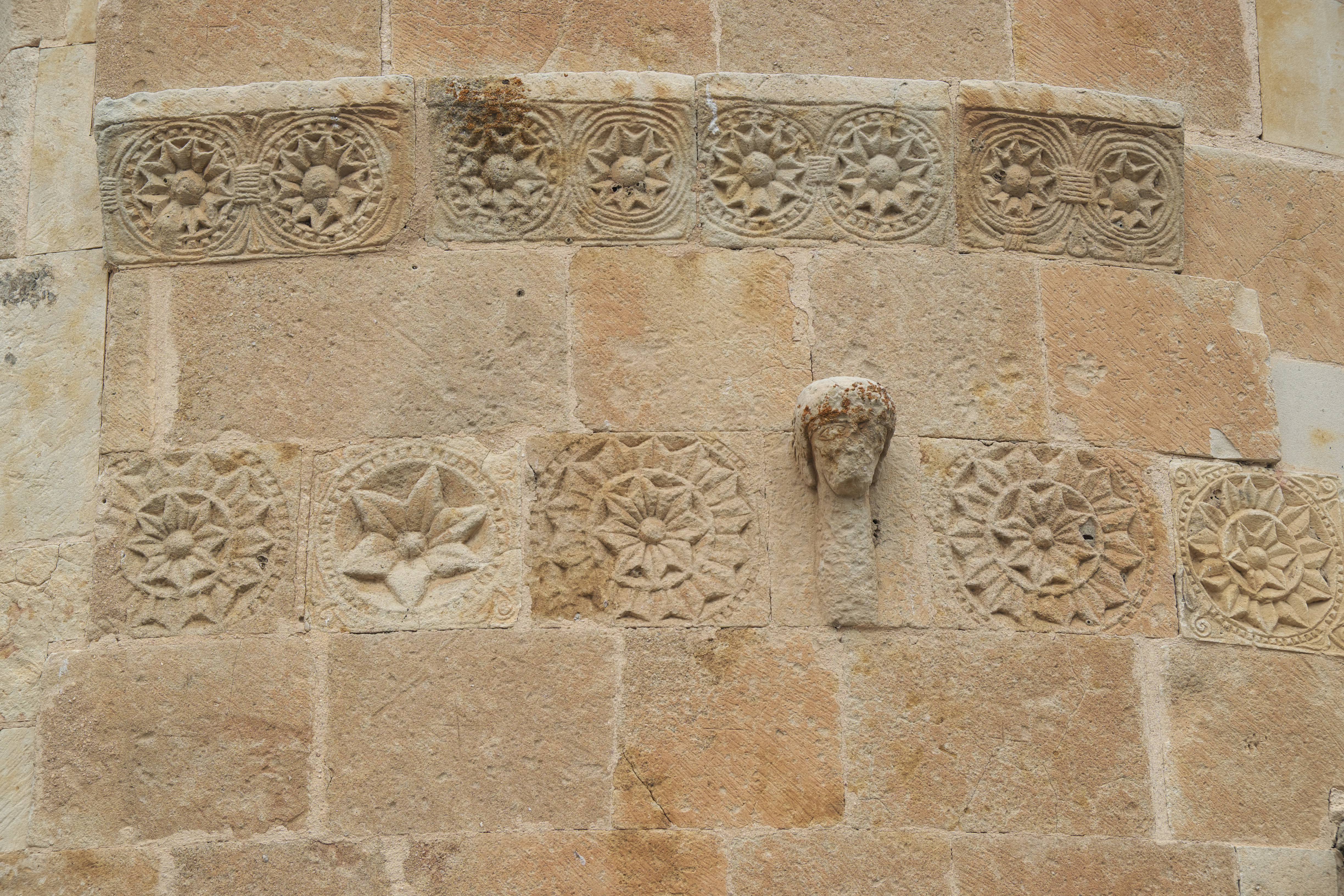
Fries an der Apsis
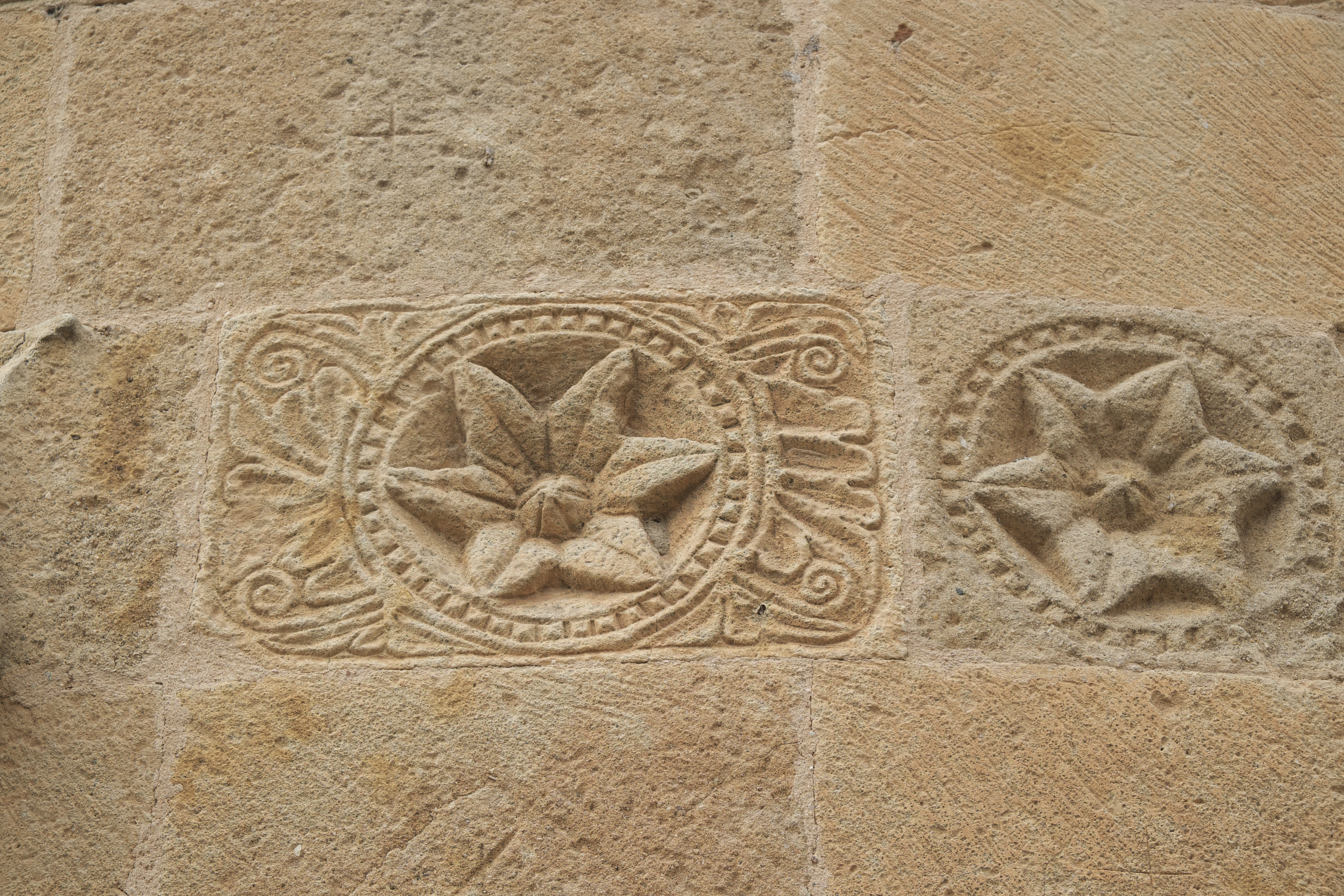
Fries an der Apsis

## Innenraum
Im Inneren sind nur noch die Kapitelle des Triumphbogens von Bedeutung. Sie werden dem gleichen Meister zugeschrieben, der auch den Außendekor schuf. Sie tragen Darstellungen von doppelköpfigen Adlern mit sehr sorgfältig herausgearbeitetem Gefieder. Zwischen großen, eingerollten Blättern sitzen Personen mit über den Knien gefalteten Händen.